# Europese kampioenschappen acrobatische gymnastiek 2003
De Europese kampioenschappen acrobatische gymnastiek 2003 waren door Union Européenne de Gymnastique (UEG) georganiseerde kampioenschappen voor acrogymnasten. De 21e editie van de Europese kampioenschappen vond plaats van 6 tot 9 november 2003 in het Poolse Zielona Góra.
1978 ·
1979 ·
1980 ·
1982 ·
1984 ·
1985 ·
1986 ·
1987 ·
1988 ·
1989 ·
1990 ·
1991 ·
1992 ·
1993 ·
1994 ·
1995 ·
1996 ·
1997 ·
1999 ·
2001 ·
2003 ·
2005 ·
2007 ·
2009 ·
2011 ·
2013 ·
2015 ·
2017 ·
2019 ·
2021 ·